# هانز تشفارتز
هانز تشفارتز (بالألمانية: Hans Schwartz)‏ (1 مارس 1913 – 31 مايو 1991) لاعب كرة قدم ألماني راحل كان يجيد اللعب في خط الدفاع .
لعب طوال مسيرته الرياضية في فيكتوريا هامبورغ.
مثل منتخب ألمانيا في مباراتين (1934). شارك مع منتخب ألمانيا في بطولة كأس العالم 1934 في إيطاليا حيث احتل المركز الثالث.

## وصلات خارجية
- هانز تشفارتز على موقع الاتحاد الدولي (مؤرشف)  (الإنجليزية)
- هانز تشفارتز على موقع قاعدة بيانات كرة القدم.إي يو (الإنجليزية)
- هانز تشفارتز على موقع ناشيونال فوتبول تيمز (الإنجليزية)
- هانز تشفارتز على موقع Soccerway.com (الإنجليزية)
- هانز تشفارتز على موقع عالم كرة القدم.نت (الإنجليزية)
- سيرة ذاتية